# مارساليا
مارساليا هيبلدية (كوميون) في مقاطعة كونيو في منطقة بيدمونت الإيطالية، وتقع على بعد نحو 70 كيلومتر (43 ميل) جنوب شرق تورينو و35 كيلومتر (22 ميل) شرق كونيو.

## روابط خارجية
- الموقع الرسمي